# Labetalol
Labetalol is een gemengde alfa- en bètablokker, die gebruikt wordt om hoge bloeddruk en angina pectoris (hartkramp) te behandelen. Het middel is ook bruikbaar bij zwangerschapshypertensie. Het is sinds 1977 internationaal verkrijgbaar, en wordt verkocht onder de merknaam Trandate van GlaxoSmithKline of als merkloos generisch geneesmiddel. Het is beschikbaar in tabletvorm voor orale toediening of als intraveneus infuus.
Labetalol vertraagt de hartslag, zodat het bloed minder hard door de bloedvaten stroomt. Dit verlaagt de bloeddruk. Het middel vermindert ook de zuurstofbehoefte van het hart.

## Bijwerkingen
Labetalol wordt meestal goed verdragen. Bijwerkingen die kunnen optreden zijn onder meer:
- maag-darmklachten;
- vermoeidheid;
- slaapstoornissen;
- duizeligheid;
- koude handen of voeten.

## Stereochemie
Labetalol bevat twee stereogene centra en bestaat uit vier stereo-isomeren. Dit is een combinatie van (R, R)-, (S,R)-, (R,S)- en de (S,S)- vorm:
| Stereo-isomeren van Labetalol | Stereo-isomeren van Labetalol |
| ----------------------------- | ----------------------------- |
| CAS-Nummer: 75659-07-3        | CAS-Nummer: 83167-24-2        |
| CAS-Nummer: 83167-32-2        | CAS-Nummer: 83167-31-1        |